# ゴールデン☆ベスト 川﨑麻世
『ゴールデン☆ベスト 川﨑麻世』は、2008年1月23日にソニー・ミュージックダイレクトから発売された、川﨑麻世の2枚目のベスト・アルバム。規格品番：MHCL-1276。
各レコード会社から発売されている廉価版ベスト・アルバム、ゴールデン☆ベストシリーズの一つ。

## 収録曲
※太文字は初CD化、☆はシングルバージョン初収録
1. ラブ・ショック
2. 青いシンボル
3. 暗くなるまで待って
4. 危険がいっぱい
5. 天使の顔につばを吐け
6. 自由の女神をぶちこわせ
7. 21 (トゥエンティーワン)
8. レッツ ゴー ダンシング
9. フライ・バイ・ナイト
10. 宇宙空母ブルーノア 〜大いなる海へ〜
11. さすらいの英雄
12. オアシス
13. なんじゃ・もんじゃ・ドン!
14. 恋の一方通行
15. 出逢い
16. 彼女
17. オーロラ
18. ドラマチック
19. 夢泥棒☆
20. 幸せだけど不幸せ☆
21. 夜間航海☆
22. 新しい予感☆